# شان کسیدی
شان کسیدی (انگلیسی: Shaun Cassidy؛ زادهٔ ۲۷ سپتامبر ۱۹۵۸) یک موسیقی‌دان اهل ایالات متحده آمریکا است. وی از سال ۱۹۷۶ میلادی تاکنون مشغول فعالیت بوده‌است.